# Андрей II
За унгарския крал вижте Андраш II.
Андрей II Ярославич (на руски: Андрей Ярославич) е велик княз на Владимирско-Суздалското княжество от 1249 до 1252. Син на Ярослав II, той измества от трона чичо си Светослав III и от своя страна е свален от по-големия си брат Александър Невски.

## Живот
Когато през 1240 жителите на Новгород прогонват от града Александър Невски, те искат от Ярослав II да им изпрати друг княз. Изпратен е Андрей Ярославич, но няколко месеца по-късно и той трябва да напусне града. През 1242, начело на суздалски войски, той се присъединява към Александър и взема участие в битката с тевтонците на Чудското езеро.
През 1247, след смъртта на баща им, съгласно руската традиция за наследяване, велик княз става по-малкият му брат Светослав. Андрей и Александър предприемат пътуване до столицата на Монголската империя, чийто васал е Владимирско-Суздалското княжество. Великият хан в Каракорум определя за наследник на Ярослав по-малкия брат Андрей. Когато двамата се завръщат през 1249, те установяват, че властта във Владимир е взета от техния по-малък брат Михаил Ярославич, но малко по-късно самият той е убит в битка с литовците.
След като заема трона, Андрей решава да намали зависимостта си от Златната орда. Той се жени за дъщеря на княза на Галич Данило, противник на монголите. През 1250 Светослав пътува до Ордата и се опитва да убеди монголите да го върнат на власт, но без успех. По-късно същото прави и Александър Невски, който обвинява Андрей, че си присвоява част от данъците, дължими на Ордата. През 1252 Бату хан изпраща наказателна експедиция, която нанася поражение на Андрей при Переславъл. След като в Новгород отказват да го приемат, той е принуден да бяга в Коливан, а след това в Швеция.
През 1256 Андрей отива до столицата на Златната орда Сарай, за да иска прошка за измяната си. След това получава от Александър управлението на източните области с градовете Нижни Новгород и Городец. След смъртта на Александър през 1263 Андрей предявява претенции към Владимир, но тронът е наследен от по-малкия му брат Ярослав Тверски.